# Ferreira (bairro de São Paulo)
Ferreira é um bairro da zona oeste da cidade de São Paulo, Brasil. Forma parte do distrito da cidade conhecido como Vila Sônia e Butantã. É administrada pela Subprefeitura do Butantã.
O bairro é composto por 33 logradouros, conforme os Correios brasileiros.
O bairro é uma localidade mista, com empresas e residências. A estação de metrô Vila Sônia localiza-se na Rua Heitor dos Prazeres que é uma das ruas do bairro. Ferreira é um bairro ao lado das Avenidas Professor Francisco Morato e Eliseu de Almeida, e é também onde está localizado o Parque Chácara do Jockey. O bairro chama-se Ferreira em referência à antiga chácara do Ferreira, que era uma referência na região até 1946, quando a chácara foi adquirida pelo Jockey Club de São Paulo para se tornar um local de criações e treinamentos dos cavalos de corrida, e atualmente é um parque público municipal.    